# Стрикленд, Шерли
Ше́рли Ба́рбара Стри́кленд де ла Ха́нти AO (англ. Shirley Barbara Strickland de la Hunty; 18 июля 1925 — 11 февраля 2004) — австралийская легкоатлетка, трёхкратная олимпийская чемпионка. Выиграла больше олимпийских медалей в беге, чем любой другой австралийский спортсмен.

## Биография
Родилась в семье рабочего-золотоискателя, который был спортсменом-любителем. В 1946 году с отличием окончила университет Западной Австралии со степенью бакалавра в области физики. Впервые в Олимпийских играх участвовала в 1948 году, где завоевала три медали — серебро и две бронзы (в забеге на 200 метров финишировала третьей, но из-за ошибки организаторов бронза была вручена американке Одри Паттерсон). В 1952 году в Хельсинки выиграла золото и бронзу. На Олимпийских играх 1956 года в Мельбурне завоевала две золотых медали.
На церемонии открытия Олимпийских игр 2000 года в Сиднее Шерли Стрикленд была среди тех, кому была доверена честь вынести олимпийский флаг.